# La Cité de Dieu (roman)
Pour les articles homonymes, voir La Cité de Dieu (homonymie).
 (octobre 2024).
Si vous disposez d'ouvrages ou d'articles de référence ou si vous connaissez des sites web de qualité traitant du thème abordé ici, merci de compléter l'article en donnant les références utiles à sa vérifiabilité et en les liant à la section « Notes et références ».
La Cité de Dieu (Cidade de Deus en portugais) est un roman brésilien écrit par Paulo Lins en 1997.

## Synopsis
Paulo Lins retranscrit l'histoire d'une favela de la fin des années 1960 au début des années 1980 en suivant le parcours de Zé Pequeno (traduit par Zé Rikiki) qui gravit tous les échelons de la criminalité jusqu'à devenir le principal chef de la favela.

## Adaptation cinématographique
En 2002, sort le film La Cité de Dieu réalisé par Kátia Lund et Fernando Meirelles. Le scénario de Bráulio Mantovani est inspiré du roman de Paulo Lins.